# Le Roy (Illinois)
Le Roy è un comune degli Stati Uniti d'America, situato in Illinois, nella Contea di McLean.